# 머터리얼 걸스
《머터리얼 걸스》(영어: Material Girls)는 미국에서 제작된 마사 쿨리지 감독의 2006년 청춘 가족 코미디 영화이다. 제인 오스틴의 1811년 소설 〈이성과 감성〉에 느슨하게 바탕하였으며 배경을 현대의 로스앤젤레스로 변경하였다. 힐러리 더프가 제작과 주연을 맡았다.

## 줄거리
탠지와 에이바 자매는 부유하고 버릇없는 할리우드 사교계 인사로, 쇼핑과 데이트를 즐기며 아버지가 남긴 화장품 회사 마체타 코즈메틱스에는 거의 관심을 두지 않는다. 해당 회사는 아버지의 친구이자 공동 설립자인 토미 캐천바크가 운영하고 있다. 탠지는 대학 입학을 앞두고 있으며, 에이바는 믹과의 약혼 발표를 준비 중이다.
그러던 중 마체타의 나이트 크림 때문에 얼굴이 손상됐다는 보도가 나오면서 커다란 언론 스캔들이 터진다. 이 사건으로 인해 자매는 물론 아버지의 명성까지 무너지게 되고, 두 사람은 저택에 틀어박힌다. 
그러나 집에서 홈 스파를 준비하다 탠지가 매니큐어 제거제를 쏟고, 에이바가 피우던 담배가 그 위에 떨어지면서 화재가 발생한다. 불이 난 와중에 에이바는 아버지의 손목시계와 약혼 파티 드레스를 챙기고, 탠지는 아버지의 육성이 담긴 티보 녹화기를 가지고 탈출한다. 이후 호텔에 도착한 두 사람은 신용 카드가 모두 정지되었음을 알게 되고, 순식간에 무일푼 신세가 된다. 결국 이들은 가정부이자 오랜 가족 친구인 이네즈의 좁은 아파트에 신세를 지게 된다. 그곳에서도 주차 요원으로 착각한 낯선 남성들에게 차를 도난당하며 불운이 이어진다. 
다음 날 차도 없이 약혼 파티장까지 버스와 도보로 이동한 두 사람은 입장을 거절당하고, 친구 에티엔조차 이들을 외면한다. 자매는 그동안 자신들이 그저 돈이 있어서 사랑받았다는 사실을 깨닫고 큰 충격을 받는다. 믹은 약혼을 그저 거래에 불과했던 것으로 치부하면서 에이바는 이제 그저 ‘부담’ 요소로 전락했다며 에이전트 솔을 시켜 그녀를 차 버린다.
한편 토미는 마체타를 경쟁사 패비엘라에 6천만 달러에 매각하려는 계획을 세운다. 자매는 주주 총회까지 30일의 시간을 부여받고, 거래가 성사되면 다시 화려한 생활로 돌아갈 수 있다. 하지만 자매는 아버지의 명성이 훼손되었다는 사실에 마음이 무거워진다.
회사 연구실 기술자이며 탠지의 애정 상대인 릭의 도움을 받아 언론을 피한 자매는 직접 진실을 파헤치기로 결심한다. 자칭 ‘사설 탐정’이 된 두 사람은 무료 법률 상담소 변호사 헨리를 찾아가 도움을 요청한다. 헨리는 처음에는 자매가 ‘빈곤층이 아니’라는 이유로 거절하지만, 결국 협력을 수락한다.
뉴스를 보던 중 탠지는 마체타 제품 때문에 피부가 손상되었다고 주장한 여성이 과거에 습진 다큐멘터리에 출연한 사실을 알아낸다. 그녀는 도발적인 차림으로 방송국 접수 담당자를 유혹해 서류실에 들어가 해당 여성 마고 소네스의 주소를 확보하지만, 사기 및 침입 혐의로 체포되어 구금된다. 에이바는 가장 소중히 여기던 아버지의 롤렉스를 전당포에 맡겨 탠지의 보석금을 마련한다. 헨리는 에이바에게 물질보다 가족이 더 소중함을 일깨워 준다.
이후 만난 마고 소넬스는 마체타의 나이트 크림 ‘에버듀’로 피부가 손상돼 마체타에서 수술비를 지원해 줬다고 주장하지만, 이웃 주민의 말에 따르면 마고는 선천성 피부 질환을 앓고 있다. 이 사실을 바탕으로 자매는 이사회에 직접 출석하여, 마체타의 명예를 회복하고, 사태의 배후가 토미였음을 밝힌다. 토미는 허위 증언을 조작하고 자매의 개인 계좌에서 자금을 빼내 유용한 것으로 드러나고, 에이바는 그를 해고한다.
6개월 후 자매는 회사를 직접 운영하는 중이다. 에이바는 CEO가 되어 경영을 맡고 있으며, 탠지는 연구원으로서 활동하면서 공부와 병행하고 있다. 에이바는 이제 헨리와 연인 관계이며, 탠지는 릭와 사랑을 이어 나간다.

## 출연진
- 힐러리 더프 - 탠지 마체타 역
- 헤일리 더프 - 에이바 마체타 역
- 앤젤리카 휴스턴 - 패비엘라 역
- 브렌트 스파이너 - 토미 캐천바크 역
- 마리아 콘치타 알론소 - 이네즈 역
- 루커스 하스 - 헨리 베인스 역
- 타이 호지스 - 에티엔 역
- 마커스 콜로마 - 릭 역
- 오바 바바툰데 - 크레이크 역
- 조앤 배런 - 그레천 역
- 브랜던 비머 - 믹 리언 역
- 크리스티나 R. 코플런드 - 브리기타 역
- 페이스 프린스 - 팸 역
- 미스티 트라야 - 마티니크 역
- 헨리 조 - 네드 나카모리 역
- 콜린 캠프 - 샬린 역
- 주디 터누타 - 마고 소네스 역
- 닷마리 존스 - 브렌다 “부치 브렌다” 역
- 필립 캐즈노프 - 빅터 마체타 역
- 벤지 매든 - 주차원으로 오해받은 남자 1 역
- 조엘 매든 - 주차원으로 오해받은 남자 2 역

## 기타 제작진
- 공동 제작: 브렌트 에머리, 트로이 롤런드
- 라인 제작: 로널드 콜비
- 배역: 얼레타 셔펠
- 미술: 제임스 H. 스펜서
- 의상: 밴 브로턴 램지